# ایستگاه متروی هالووی رود
ایستگاه متروی هالووی رود (انگلیسی: Holloway Road tube station) یکی از ایستگاه‌های خط پیکدیلی متروی لندن است.
این ایستگاه که در منطقه ایزلینگتون لندن قرار دارد در سال ۱۹۰۶ میلادی تأسیس شده است.

## نگارخانه

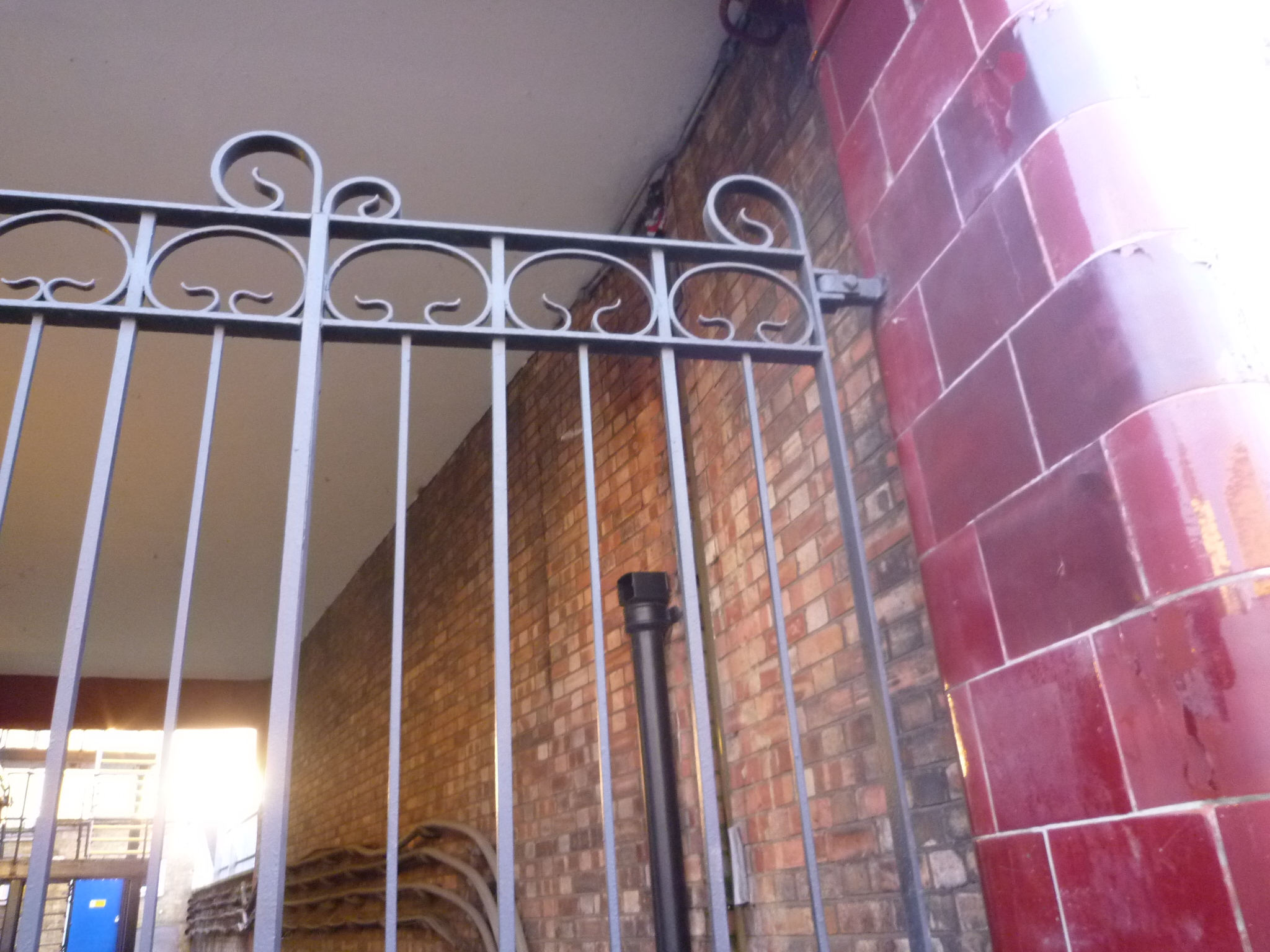
The Art Nouveau styled ironwork designed by Leslie Green at Holloway Road station
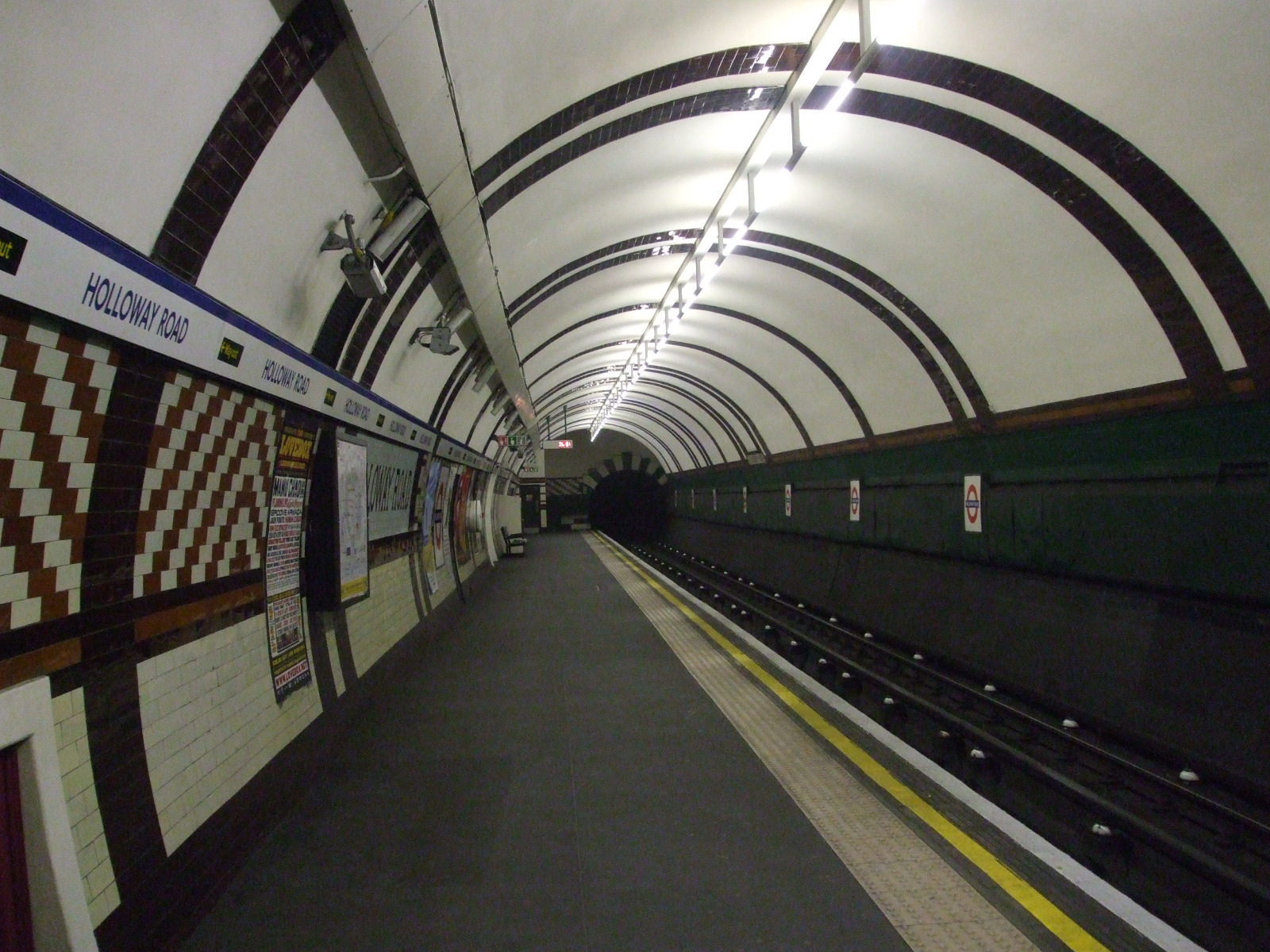
Eastbound platform looking south towards central London
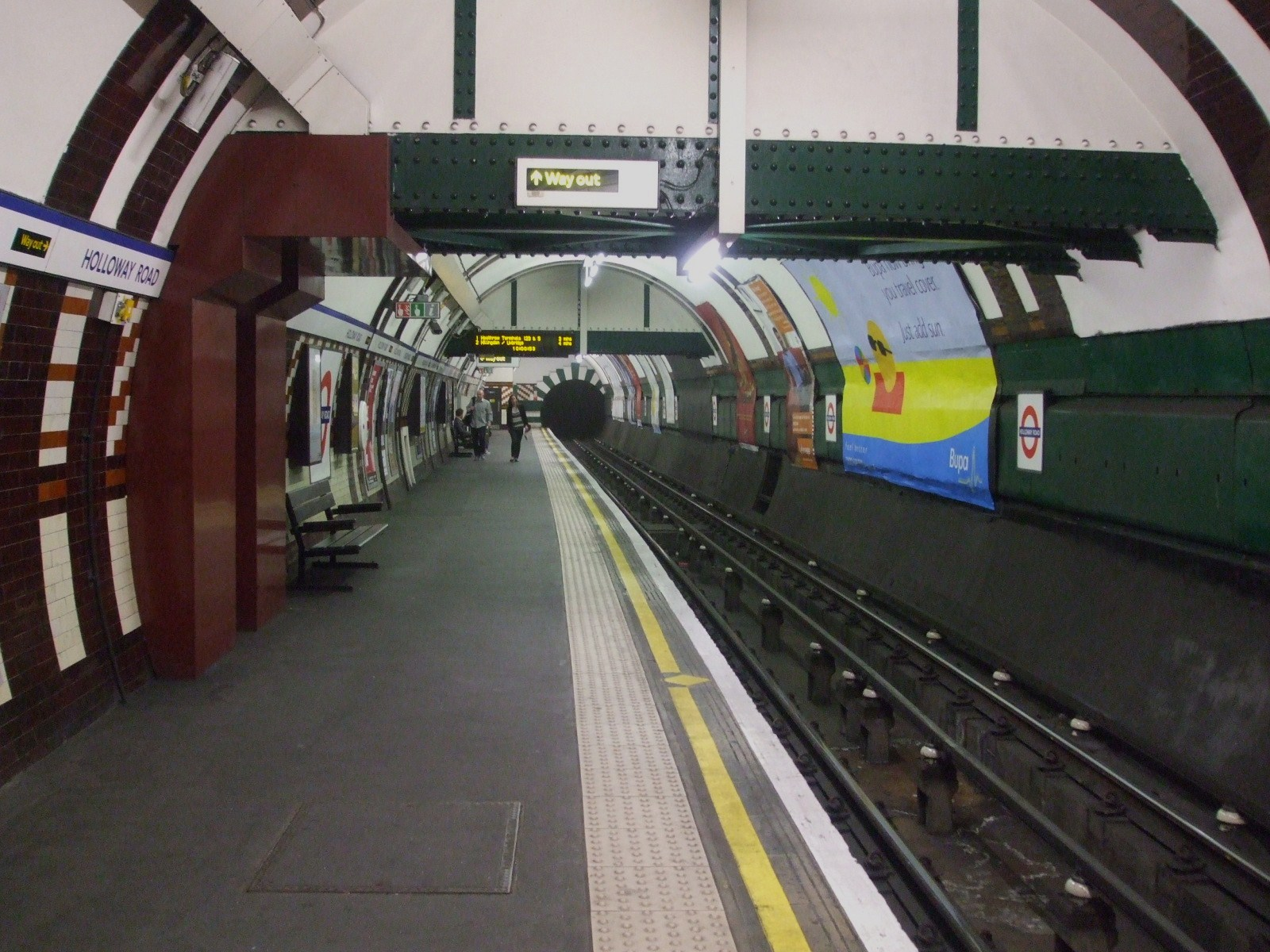
Westbound platform looking north towards Cockfosters
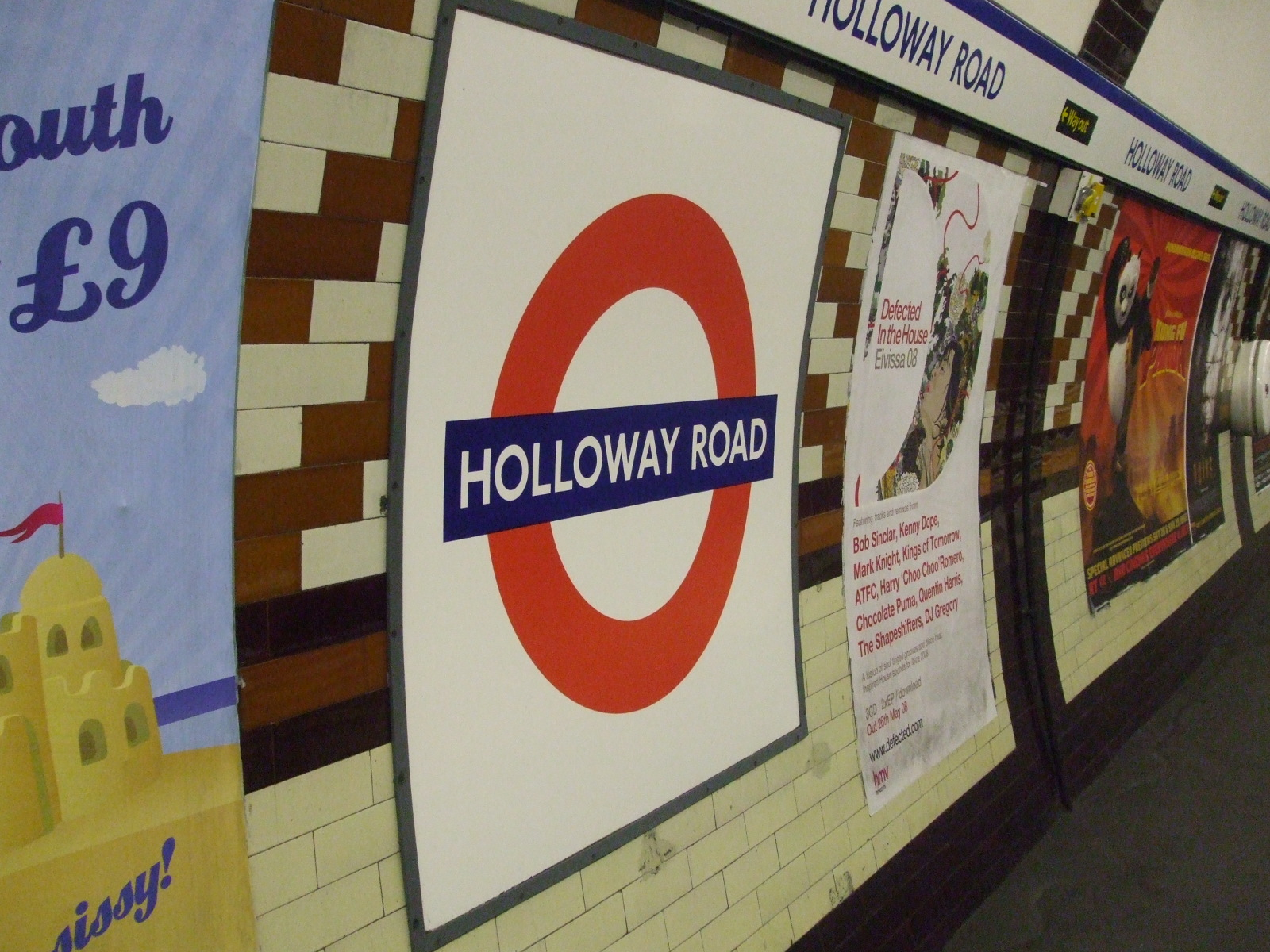
Roundel on the eastbound platform
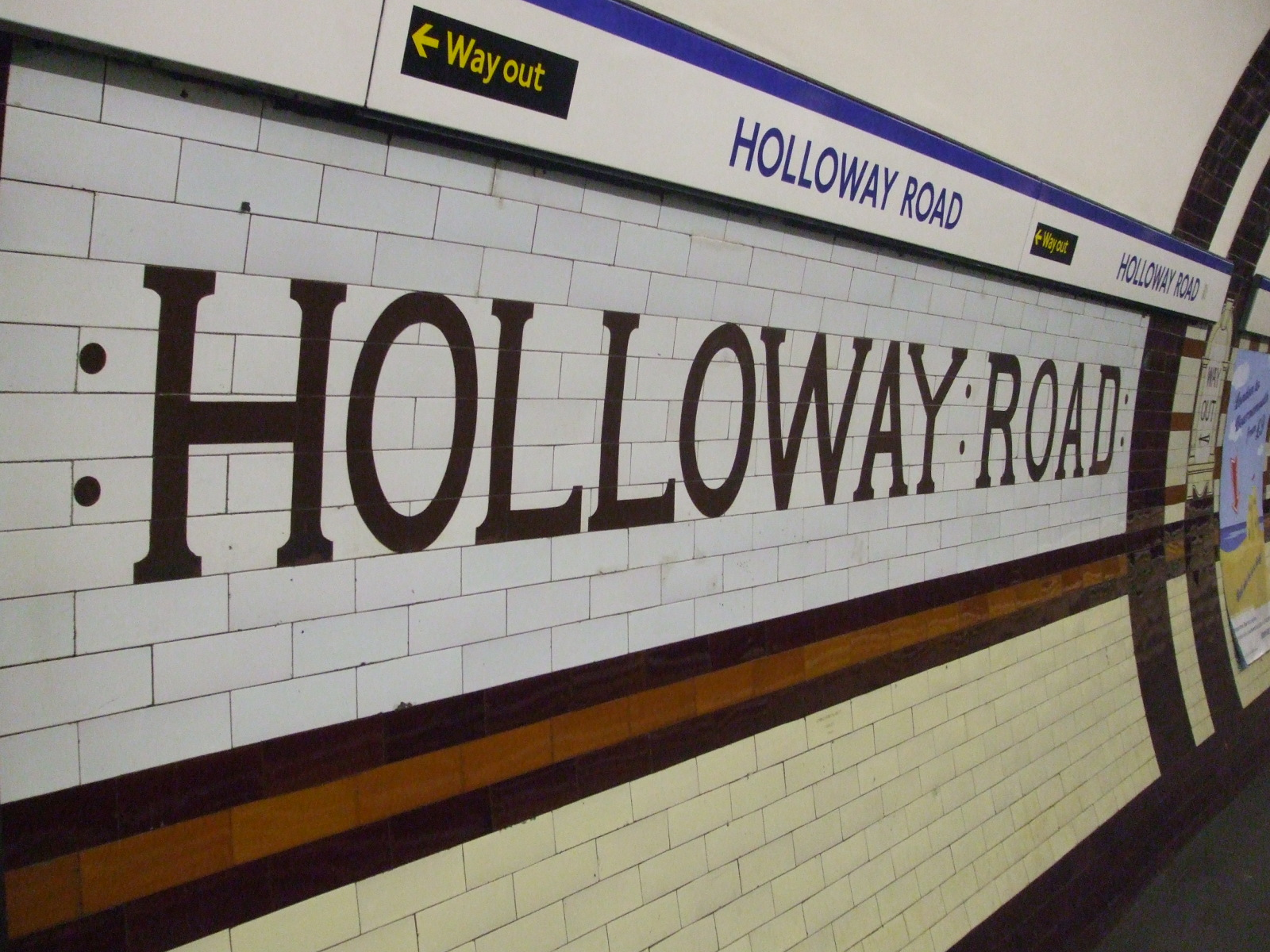
Tiling on the eastbound platform